# Alonzo Mourning
Alonzo Harding Mourning, Jr. (Chesapeake, Virginia, 8. veljače 1970.) umirovljeni je američki profesionalni košarkaš. Igrao je na poziciji centra, a izabran je u 1. krugu (2. ukupno) NBA drafta 1992. od strane Charlotte Hornetsa. U svojoj šesnaestogodišnjoj NBA karijeri, Mourning je ostvario mnoge uspjehe. Osvojio je jedan NBA naslov te je dva puta izabran za obrambenog igrača godine. Mourning je sedmerostruki NBA All-Star, te je dva puta biran u All-NBA momčad i dva puta u All-Defensive momčad. 30. svibnja 2009. Mourning je postao prvi igrač Miamia kojem je umirovljen dres.

## Srednja škola i sveučilište
Pohađao je srednju školu Indian River High School. Na trećoj godini srednje škole, Mourning je svoju momčad odveo do 51 pobjede i osvajanja državnog naslova. Kao senior, prosječno je postizao 25 poena, 15 skokova i 12 blokada po utakmici, te je te sezone osvojio brojne nagrade za igrača godine, uključujći nagrade za igrača godine po magazinima "USA Today", "Parade", "Gatorade" i dr. Nakon srednje škole odlučio se na pohađanje sveučilišta Georgetown. Ubrzo se nametnuo kao sjajan obrambeni igrač te je već u freshman sezoni predvodio cijelu ligu u blokadama. Zbog svojih sjajnih igara izabran je u All-American momčad.

## NBA karijera

### Charlotte Hornets
Izabran je kao 2. izbor NBA drafta 1992. od strane Charlotte Hornetsa. Već u prvoj sezoni Mourning je opravdao visoku poziciju na draftu s prosjekom od 21 poena, 10.2 skokova i 3.47 blokada. Na kraju sezone izabran je u All-Rookie prvu petorku te je završio kao drugi, iza Shaquille O'Neala, u poretku za novaka godine. Mourning je također u samo 49 nastupa postavio rekord franšize Hornetsa po broju blokada, a možda najsjajniji trenutak u Mourningovoj rookie sezoni, dogodio se 5. svibnja 1993. godine, u četvrtoj utakmici prvog kruga doigravanja protiv Boston Celticsa, kada je Mourning s udaljenosti od nekih šest metara pogodio koš sa zvukom sirene kojim je Hornetsima donio pobjedu 104:103 i prolazak u drugi krug doigravanja.
U sezoni 1994./95. Mourning je prosječno postizao 21.3 poena, 9.9 skokova i 2.92 blokada po utakmici te je zajedno sa suigračem Larryjem Johnsonom odveo Hornetse do 50 pobjeda i četvrtog mjesta na Istoku. U prvom krugu doigravanja susreli su se s Chicago Bullsima, koji su ih svladali rezultatom 3-1.

### Miami Heat
Nakon tri provedene sezone u Hornetsima, Mourning je mijenjan u Miami Heat. U prvoj sezoni u dresu Miamia, Mourning je prosječno postizao 23.2 poena, 10.4 skokova i 2.7 blokada po utakmici te je odveo momčad do osmog mjesta na Istoku. U prvom krugu doigravanja Miami se susreo s Chicago Bullsima koji su ih bez većeg problema pobijedili u tri utakmice. U sezoni 1996./97. Mourning je prosječno postizao 19.8 poena, 9.9 skokova i 2.9 blokada te je svojim sjajnim igrama Miamiu osigurao finale Istočne konferencije. U finalu Istoka ponovno su se susreli s Chicago Bullsima koji su ih svladali u pet utakmica i kasnije osvojili i NBA naslov. 
Iduće sezone Mourning je igrao sjajno, ali su ih New York Knicksi izbacili već u prvom krugu doigravanja. U sezoni 1999./00. Mourning je prosječno postizao 20.1 poena, 11 skokova i 3.9 blokada te je zajedno s Timom Hardawayom odveo Miami sve do polufinala Istoka. U polufinalu Istoka susreli su se s New York Knicksima, koji ih nakon duge i iscrpljujuće serije izbacuju rezultatom serije 4-3. Te iste sezone Mourning je uvršten u All-NBA prvu petorku te je osvojio svoju prvu nagradu za obrambenog igrača godine. U sezoni 2000./01. Miami je imao momčad spremnu za pohod na naslov, ali nekoliko dana prije sezone Mourningu je otkrivena teška bolest bubrega te je zbog toga bio prisiljen propustiti pet mjeseci sezone. Nakon dijagnoze Mourning je 2002. odigrao All-Star utakmicu, ali je zbog bojazni za zdravlje propustio sezonu 2002./03. te je nakon isticanja ugovora s Miamiem postao slobodan igrač. 

### New Jersey Nets
2003. godine Mourning je kao slobodan igrač potpisao četverogodišnji ugovor s New Jersey Netsima, ali je 25. studenog 2003. objavio umirovljenje zbog teške bolesti bubrega.19. prosinca iste godine, Mourning se podvrgnuo uspješnoj transplantaciji bubrega te se na treninge Netsa vratio nakon nekoliko mjeseci. Tijekom sezone 2004./05. ostvario je nekoliko nastupa u regularnom dijelu, ali nije odigrao nikakvu značajniju ulogu u momčadi. Nakon zamjene Kenyona Martina u Nuggetse, Mourning se oglasio te je želio zamjenu. 17. prosinca 2004. Mourning je mijenjan u Toronto Raptorse, ali su Raptorsi ubrzo otkupili njegov ugovor zbog "lošeg" zdravstvenog stanja. Nakon ponovnog otpuštanja, Mourning je potpisao veteranski minimum te se vratio u Miami.

### Povratak u Miami
Nakon završene sezone, Mourning se žalio da je došao u gubitničku momčad. Međutim uprava Miamia povukla je pravi potez dovođenjem Shaquillea O'Neala, koji je zajedno s Dwyaneom Wadeom stvorio sjajan tandem. 1. ožujka 2005. Mourning je potpisao produženje ugovora te je postao kvalitetna zamjena s klupe za O'Neala. Tijekom sezone 2005./06. Mourning je bio od velike pomoći dvojcu Wade-O'Neal u ostvarivanju drugog najboljeg omjera lige te je tijekom tog razdoblja od navijača Heata dobio nadimak "The Ultimate Warrior". Mourning je sezonu završio s prosjekom od 7.8 poena, 5.5 skokova i 2.7 blokada za samo 20 minuta u igri. U doigravanju, Miami je svladao Chicago Bullse, New Jersey Netse i Detroit Pistonse te su time ostvarili prvo NBA finale u povijesti franšize. U NBA finalu, prtiv Dallas Mavericksa, slavio je Miami rezultatom serije 4-2, a Mourning je u odlučujućoj šestoj utakmici postigao 8 poena, 6 skokova i 5 blokada. To je ujedno bio i prvi NBA prsten u Mourningovoj dugogodišnjoj karijeri.
Nakon osvajanja naslova, Mourning je objavio ostanak u Miamiu i obranu naslova unatoč brojnim ponudama drugih klubova. U prve 24 utakmice sezone 2006./07., Mourning je prosječno postizao 6 poena, 3.8 skokova i 1.75 blokada, ali je tijekom utakmice s Atlanta Hawksima ozlijedio koljeno te je dosta dugo bio izvan terena. U sezoni 2007./08. Mourning je postao vodećim strijelcem franšize Miamia, a konačno umirovljenje objavio je 22. siječnja 2009. godine. 30. ožujka 2009. uprava Miami Heata je tijekom poluvremena utakmice Miami-Orlando i službeno umirovila Mourningov dres s brojem 33.

## Privatni život

### Transplantacija bubrega
25. studenog 2003. godine, Mourningov nećak, Jason Cooper ga je posjetio u bolnici. Iako se nisu vidjeli čak 25 godina, Cooper mu je odlučio darovati jedan od bubrega. Zbog pregleda i ostalih potrebnih stvari, transplantacija se odužila. Međutim nekoliko dana kasnije Mourning je primio obavijest da mu nećakov bubreg odgovara te se 19. prosinca 2003. podvrgnuo transplantaciji kojom je dobio nećakov lijevi bubreg.

### Humanitarni rad
1997. godine, Mourning je osnovao zakladu "Alonzo Mourning Charities Inc." kako bi pomogao brojnim siromašnim obiteljima. Nakon što mu je dijagnosticirana bolest bubrega, Mourning je pokrenuo kampanju pod nazivom "Zo’s Fund for Life" kako bi pomogao u liječenju takvih bolesti te istraživanju za sprječavanje bolesti. 2007. godine Mourning je zajedno s Andreom Agassijem, Muhammadom Alijem, Lanceom Armstrongom, Tonyjem Hawkom i ostalim poznatim sportašima osnovao zakladu, pod nazivom "Athletes for Hope", koja potiče profesionalne sportaše da se priključe humanitarnim akcijama te milijune drugih da pomognu svojoj zajednici.

## NBA statistika

### Regularni dio
| Godina    | Klub       | Odig. uta. | Uta. poč. | Min. | 2P%  | 3P%  | Sl. bac.% | Skok. | Asist. | Ukr. lop. | Blok. | Poena |
| --------- | ---------- | ---------- | --------- | ---- | ---- | ---- | --------- | ----- | ------ | --------- | ----- | ----- |
| 1992./93. | Charlotte  | 78         | 78        | 33.9 | .511 | .000 | .781      | 10.3  | 1.0    | .3        | 3.5   | 21.0  |
| 1993./94. | Charlotte  | 60         | 59        | 33.6 | .505 | .000 | .762      | 10.2  | 1.4    | .4        | 3.1   | 21.5  |
| 1994./95. | Charlotte  | 77         | 77        | 38.2 | .519 | .324 | .761      | 9.9   | 1.4    | .6        | 2.9   | 21.3  |
| 1995./96. | Miami      | 70         | 70        | 38.2 | .523 | .300 | .685      | 10.4  | 2.3    | 1.0       | 2.7   | 23.2  |
| 1996./97. | Miami      | 66         | 65        | 35.2 | .534 | .111 | .642      | 9.9   | 1.6    | .9        | 2.9   | 19.8  |
| 1997./98. | Miami      | 58         | 56        | 33.4 | .551 | .000 | .665      | 9.6   | .9     | .7        | 2.2   | 19.2  |
| 1998./99. | Miami      | 46         | 46        | 38.1 | .511 | .000 | .652      | 11.0  | 1.6    | .7        | 3.9   | 20.1  |
| 1999./00. | Miami      | 79         | 78        | 34.8 | .551 | .000 | .711      | 9.5   | 1.6    | .5        | 3.7   | 21.7  |
| 2000./01. | Miami      | 13         | 3         | 23.5 | .518 | .000 | .564      | 7.8   | .9     | .3        | 2.4   | 13.6  |
| 2001./02. | Miami      | 75         | 74        | 32.7 | .516 | .333 | .657      | 8.4   | 1.2    | .4        | 2.5   | 15.7  |
| 2003./04. | New Jersey | 12         | 0         | 17.9 | .465 | .000 | .882      | 2.3   | .7     | .2        | .5    | 8.0   |
| 2004./05. | New Jersey | 18         | 14        | 25.4 | .453 | .000 | .593      | 7.1   | .8     | .3        | 2.3   | 10.4  |
| 2004./05. | Miami      | 19         | 3         | 12.9 | .516 | .000 | .564      | 3.7   | .2     | .2        | 1.7   | 5.0   |
| 2005./06. | Miami      | 65         | 20        | 20.0 | .597 | .000 | .594      | 5.5   | .2     | .2        | 2.7   | 7.8   |
| 2006./07. | Miami      | 77         | 43        | 20.4 | .560 | .000 | .601      | 4.5   | .2     | .2        | 2.3   | 8.6   |
| 2007./08. | Miami      | 25         | 0         | 15.6 | .547 | .000 | .592      | 3.7   | .3     | .2        | 1.7   | 6.0   |
| Ukupno    |            | 838        | 686       | 31.0 | .527 | .247 | .692      | 8.5   | 1.1    | .5        | 2.8   | 17.1  |
| All-Star  |            | 4          | 1         | 18.8 | .545 | .000 | .667      | 4.8   | 1.0    | .8        | 2.0   | 10.0  |

### Doigravanje
| Godina    | Klub      | Odig. uta. | Uta. poč. | Min. | 2P%  | 3P%  | Sl. bac.% | Skok. | Asist. | Ukr. lop. | Blok. | Poena |
| --------- | --------- | ---------- | --------- | ---- | ---- | ---- | --------- | ----- | ------ | --------- | ----- | ----- |
| 1992./93. | Charlotte | 9          | 9         | 40.8 | .480 | .000 | .774      | 9.9   | 1.4    | .7        | 3.4   | 23.8  |
| 1994./95. | Charlotte | 4          | 4         | 43.5 | .421 | .500 | .837      | 13.3  | 2.8    | .8        | 3.2   | 22.0  |
| 1995./96. | Miami     | 3          | 3         | 30.7 | .486 | .000 | .714      | 6.0   | 1.3    | .7        | 1.0   | 18.0  |
| 1996./97. | Miami     | 17         | 17        | 37.1 | .491 | .375 | .555      | 10.2  | 1.1    | .6        | 2.7   | 17.8  |
| 1997./98. | Miami     | 4          | 4         | 34.5 | .518 | .000 | .655      | 8.5   | 1.3    | .8        | 2.5   | 19.3  |
| 1998./99. | Miami     | 5          | 5         | 38.8 | .521 | .000 | .653      | 8.2   | .8     | 1.6       | 2.8   | 21.6  |
| 1999./00. | Miami     | 10         | 10        | 37.6 | .484 | .000 | .667      | 10.0  | 1.4    | .2        | 3.3   | 21.6  |
| 2000./01. | Miami     | 3          | 3         | 30.3 | .480 | .000 | .579      | 5.3   | 1.0    | .0        | 1.7   | 11.7  |
| 2004./05. | Miami     | 15         | 2         | 16.9 | .705 | .000 | .558      | 4.8   | .3     | .3        | 2.2   | 6.1   |
| 2005./06. | Miami     | 21         | 0         | 10.8 | .703 | .000 | .667      | 2.9   | .1     | .2        | 1.1   | 3.8   |
| 2006./07. | Miami     | 4          | 0         | 13.8 | .909 | .000 | .385      | 2.0   | .3     | .0        | .8    | 6.3   |
| Ukupno    |           | 95         | 57        | 27.3 | .512 | .368 | .649      | 7.0   | .9     | .5        | 2.3   | 13.6  |

## Vanjske poveznice
- Službena stranica zaklade  Arhivirana inačica izvorne stranice od 24. travnja 2012. (Wayback Machine)
- Profil na NBA.com
- Profil  Arhivirana inačica izvorne stranice od 12. svibnja 2013. (Wayback Machine) na Basketball-Reference.com